# Liste der Medaillengewinnerinnen im Ballonsport
Die Liste der Medaillengewinnerinnen im Ballonsport führt alle Ballonsportlerinnen auf, die bei Welt- und Europameisterschaften im Heißluftballonfahren Medaillen gewonnen haben. Wettbewerbe nach Richtlinien der Fédération Aéronautique Internationale (FAI) werden seit 2010 veranstaltet.

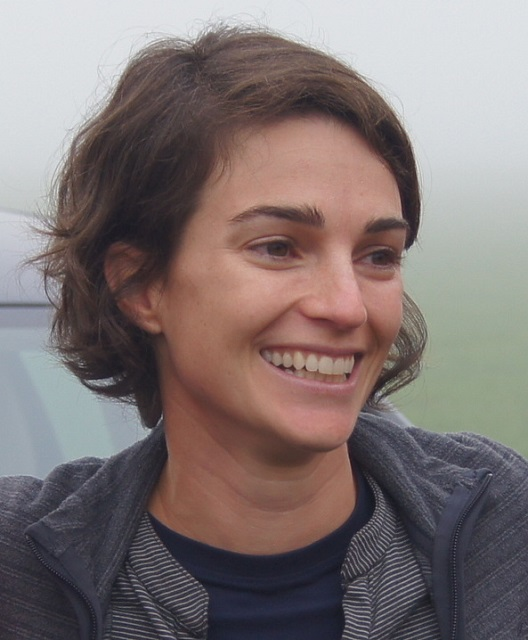
Weltmeisterin 2014, 2016 & 2023: Nicola Scaife (2014)

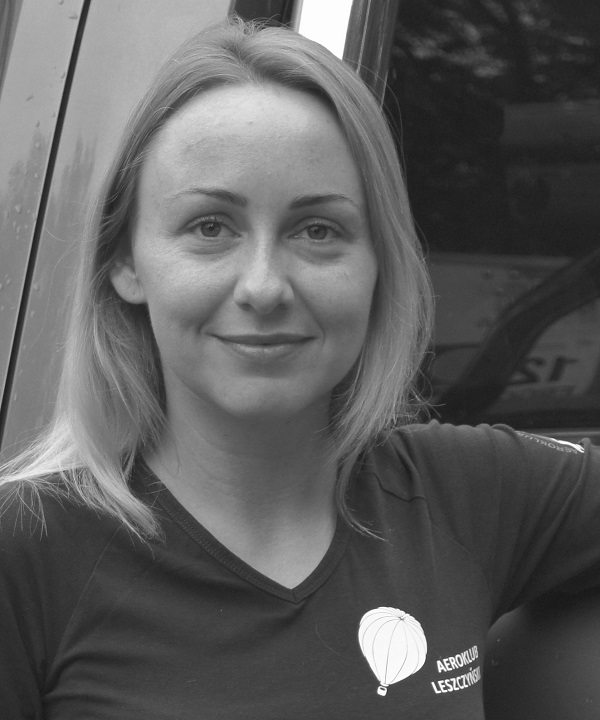
Weltmeisterin 2018: Daria Dudkiewicz-Goławska

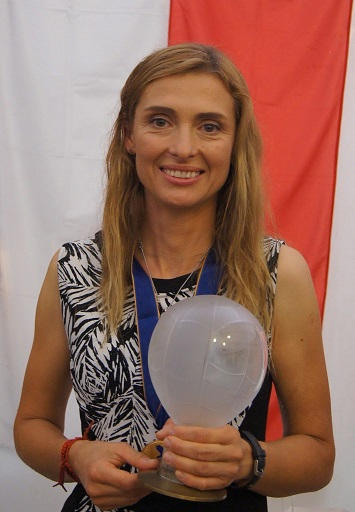
Europameisterin 2017: Beata Choma

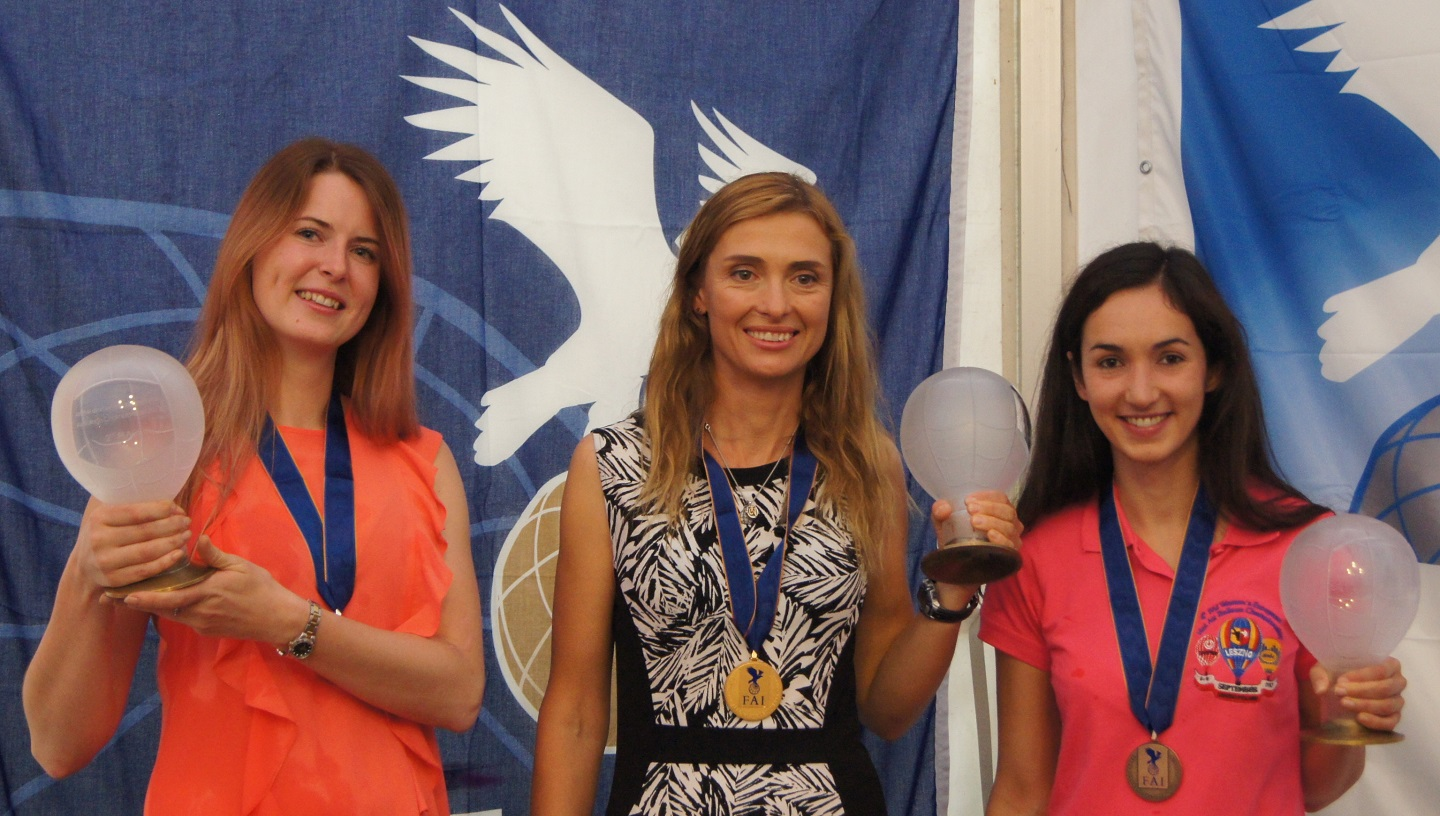
Agnė Simonavičiūtė, Beata Choma und Elisabeth Kindermann (Leszno, 2017; von links nach rechts)

## FAI-Weltmeisterschaften

### Weltmeisterinnen 2014–2023
- Nicola Scaife, Hunter Valley, Australien – Weltmeisterin 2014
- Nicola Scaife, Hunter Valley, Australien – Weltmeisterin 2016
- Daria Dudkiewicz-Goławska, Leszno, Polen – Weltmeisterin 2018
- Nicola Scaife, Hunter Valley, Australien – Weltmeisterin 2023

### Medaillengewinnerinnen

#### FAI-Weltmeisterschaft 2014
1st FAI Women’s World Hot Air Balloon Championship, 8.–13. September 2014

Veranstaltungsort: Leszno, Polen
- Gold: Nicola Scaife, Australien – Weltmeisterin 2014
- Silber: Elisabeth Kindermann, Österreich
- Bronze: Agnė Simonavičiūtė, Litauen

Die Nächstplatzierten waren Dolly Deimling vor Elise Kloss aus Deutschland, Nicole Vogel aus der Schweiz kam auf Rang acht.

#### FAI-Weltmeisterschaft 2016
2nd FAI Women’s World Hot Air Balloon Championship, 5.–10. Juli 2016

Veranstaltungsort: Birštonas, Litauen
- Gold: Nicola Scaife, Australien – Weltmeisterin 2014 (8713 Punkte)
- Silber: Ann Herdewyn, Belgien (6992 Punkte)
- Bronze: Cheri White, USA (6680 Punkte)

Die Nächstplatzierten waren Ekaterina Larikova (Russland, 6441 Punkte) vor den Litauerinnen Agnė Simonavičiūtė (6433 Punkte) und Daiva Rakauskaitė (6385 Punkte). Elisabeth Kindermann aus Österreich (6319 Punkte) kam auf den 7. und Nicole Vogel (6290 Punkte) aus der Schweiz auf den 9. Rang. Beste Deutsche war Sylvia Meinl mit Rang 19 und 5536 Punkten.

#### FAI-Weltmeisterschaft 2018
3rd FAI Women’s World Hot Air Balloon Championship, 6.–11. August 2018

Veranstaltungsort: Nałęczów, Polen
- Gold: Daria Dudkiewicz-Golawska, Polen (10875 Punkte)
- Silber: Agnė Simonavičiūtė, Litauen (9663 Punkte) – WM-Dritte 2014
- Bronze: Nicola Scaife, Australien, (9287 Punkte) – Weltmeisterin 2014 & 2016

Elisabeth Kindermann-Schön aus Österreich (8976 Punkte) kam auf den 5., Astrid Carl (8269 Punkte) aus Deutschland auf den 8. und die Schweizerin Nicole Vogel (8295 Punkte) auf den 9. Rang.

#### FAI-Weltmeisterschaft 2020
4th FAI Women’s World Hot Air Balloon Championship, 2020 abgesagt

Veranstaltungsort: Nałęczów, Polen

#### FAI-Weltmeisterschaft 2023

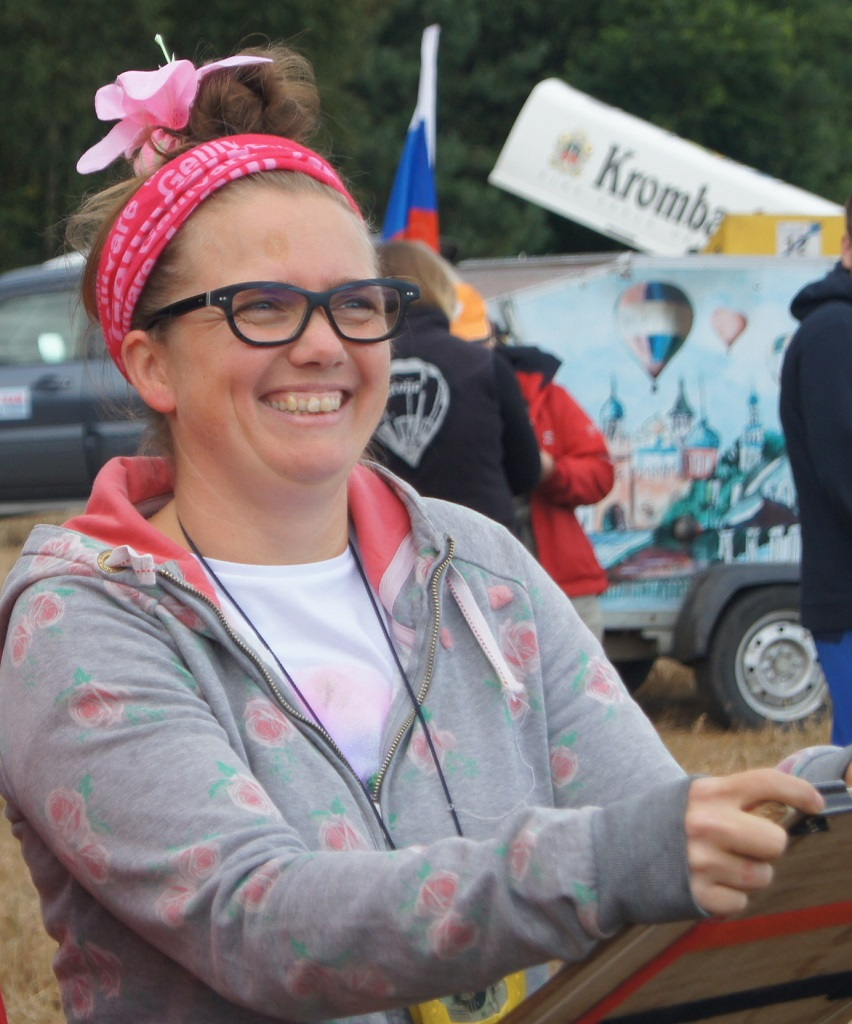
Sanne Haarhuis (2017)

5th FAI Women’s World Hot Air Balloon Championship, 3.–9. September 2023

Veranstaltungsort: Northam, Western Australia
- Gold: Nicola Scaife, Australien (17240 Punkte) – Weltmeisterin 2014, 2016 & 2023
- Silber: Stephanie Hemmings, Vereinigtes Königreich (13799 Punkte)
- Bronze: Sanne Haarhuis, Niederlande (13592 Punkte)

Elisabeth Kindermann-Schön aus Österreich (12855 Punkte) kam auf den vierten und die Juniorinnen Susanna Obieglo (10674 Punkte) sowie Aline Kalousdian (9525 Punkte) aus Deutschland auf die Plätze 15 und 21.

#### Medaillenspiegel
| Platz | Land                   | Gold | Silber | Bronze | Gesamt |
| ----- | ---------------------- | ---- | ------ | ------ | ------ |
| 1     | Australien             | 3    | 0      | 1      | 4      |
| 2     | Polen                  | 1    | 0      | 0      | 1      |
| 3     | Litauen                | 0    | 1      | 1      | 2      |
| 4     | Österreich             | 0    | 1      | 0      | 1      |
| 4     | Belgien                | 0    | 1      | 0      | 1      |
| 4     | Vereinigtes Königreich | 0    | 1      | 0      | 1      |
| 7     | Niederlande            | 0    | 0      | 1      | 1      |
| 7     | Vereinigte Staaten     | 0    | 0      | 1      | 1      |

## FAI-Europameisterschaften

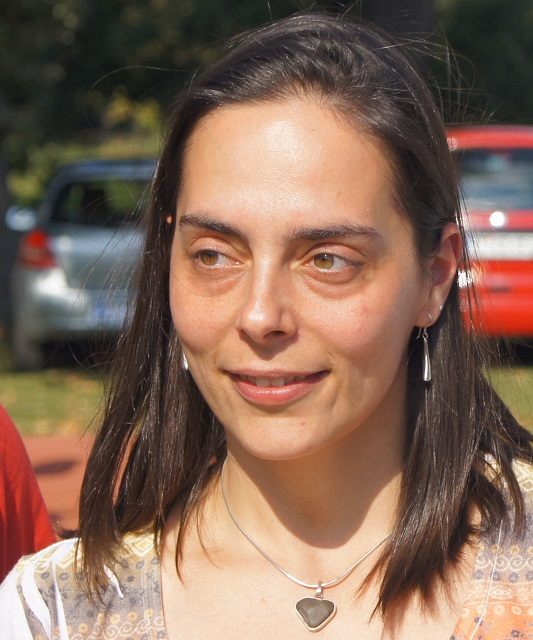
Europameisterin 2010: Gabriela Slavec

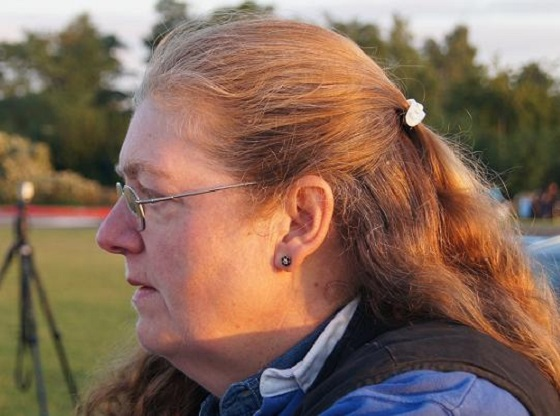
Europameisterin 2010: Lindsay Muir, Vizemeisterin 2012

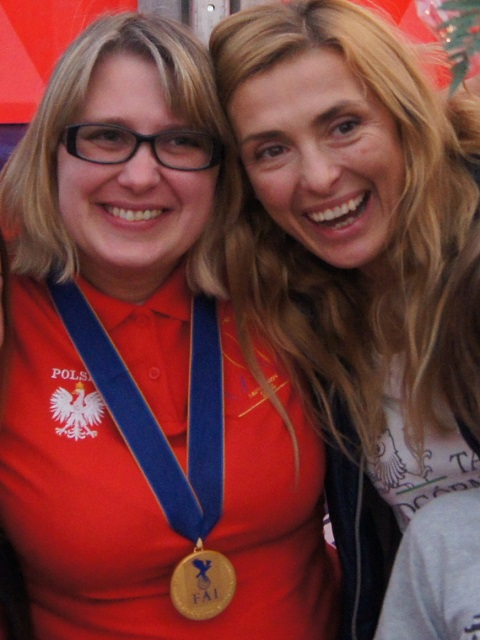
Europameisterin 2015: Ewa Prawicka (mit Beata Choma)

### Europameisterinnen 2010–2017
- Gabriela Slavec, Slowenien – Europameisterin 2010
- Lindsay Muir, Vereinigtes Königreich – Europameisterin 2012
- Ewa Prawicka-Linke, Polen – Europameisterin 2015
- Beata Choma, Polen – Europameisterin 2017

### Medaillengewinnerinnen

#### FAI-Europameisterschaft 2010
1st FAI Women’s European Hot Air Balloon Championship, 15.–20. Juni 2010

Veranstaltungsort: Alytus, Litauen
- Gold: Gabriela Slavec, Slowenien – Europameisterin 2010
- Silber: Lindsay Muir, Vereinigtes Königreich
- Bronze: Jolanta Matejczuk, Polen

Die Nächstplatzierten waren Kristina Sunaitiene aus Litauen, Kristina Vevere aus Lettland vor Ewa Prawicka aus Polen. Die Juniorin Elisabeth Kindermann aus Österreich fuhr auf Platz 7. Beste Deutsche war Dolly Deimling auf Platz 12. Die Schweiz war nicht vertreten.

#### FAI-Europameisterschaft 2012
2nd FAI Women’s European Hot Air Balloon Championship

Veranstaltungsort: Frankenthal (Pfalz), Deutschland
- Gold: Lindsay Muir, GB – Europameisterin 2012
- Silber: Daiva Rakauskaitė, Litauen
- Bronze: Ann Herdewyn, Belgien

Die Nächstplatzierten waren Elisabeth Kindermann aus Österreich und Dolly Deimling aus Frankenthal. Gabriela Slavec, die Europameisterin von 2010, fuhr auf Platz 8. Jüngste Ballonpilotin war Agnė Simonavičiūtė aus Litauen, sie errang Platz 15. Janet Haase aus der Schweiz fuhr auf Platz 17.

#### FAI-Europameisterschaft 2015
3rd FAI Women’s European Hot Air Balloon Championship

Veranstaltungsort: Drenthe, Niederlande
- Gold: Ewa Prawicka-Linke, Polen – Europameisterin 2015
- Silber: Daiva Rakauskaitė, Litauen
- Bronze: Elisabeth Kindermann, Österreich

Der Wettbewerb war von schlechtem Wetter geprägt. Es wurden nur sieben Aufgaben bei drei Fahrten gestellt. Den 4. Platz errang Beata Choma aus Poznań, Polen. Agnė Simonavičiūtė fuhr auf Platz 5. Beste Deutsche war Sylvia Meinl auf Platz 10. Die Schweizerin Janet Haase fuhr auf Platz 19.

#### FAI-Europameisterschaft 2017
4th FAI Women’s European Hot Air Balloon Championship

Veranstaltungsort: Leszno, Polen
- Gold: Beata Choma, Polen – Europameisterin 2017
- Silber: Agnė Simonavičiūtė, Litauen
- Bronze: Elisabeth Kindermann, Österreich

Die Nächstplatzierten waren Lindsay Muir (Vereinigtes Königreich) vor den Litauerinnen Daiva Rakauskaitė und Migle Vaittuleviciute. Kristine Vevere aus Lettland fuhr auf Platz 7 und lag damit vor der besten Deutschen Sylvia Meinl aus Böblingen. Eine Schweizerin hat nicht teilgenommen.

#### Medaillenspiegel
| Platz | Land                   | Gold | Silber | Bronze | Gesamt |
| ----- | ---------------------- | ---- | ------ | ------ | ------ |
| 1     | Polen                  | 2    | 0      | 1      | 3      |
| 2     | Vereinigtes Königreich | 1    | 1      | 0      | 2      |
| 3     | Slowenien              | 1    | 0      | 0      | 1      |
| 4     | Litauen                | 0    | 3      | 0      | 3      |
| 5     | Österreich             | 0    | 0      | 2      | 2      |
| 5     | Belgien                | 0    | 0      | 1      | 1      |

## Mannschaftswertungen
Bei der Weltmeisterschaft 2014 ging der Mannschaftspokal nach Litauen. Bei der Europameisterschaft 2017 wurde eine Mannschaftswertung erstellt, es gewann Litauen vor Polen, dem Vereinigten Königreich und Deutschland.